# Leif Rovsing
Ludvig Leif Sadi Rovsing, nacido Qvist (27 de julio de 1887-17 de junio de 1977) fue un jugador de tenis danés. fue un jugador de tenis danés. Compitió en dos eventos en los Juegos Olímpicos de Verano de 1912. Como hombre abiertamente gay, fue excluido por las autoridades deportivas danesas, que le prohibieron participar en varios torneos deportivos.

## Biografía
Nacido como Qvist (el apellido de su madre), Rovsing fue adoptado en 1889. Desde la muerte de su padre en 1910, vivió la vida de un caballero adinerado con medios independientes. Excepto por un diploma de secundaria, no recibió educación formal. El tenis era su principal y absorbente interés. Ganó varios campeonatos daneses en dobles y fue campeón internacional de Suecia y Noruega en 1916 (individual masculino). En 1923 llegó a la final (dobles) en el Campeonato Mundial de Pista Cubierta en Barcelona. Se consideraba que tenía un servicio fuerte y un buen drive.
En el mundo de la alta sociedad del tenis, la apertura de Rovsing como homosexual parece no haber causado problemas. Sin embargo, los torneos de tenis eran organizados y jugados en clubes que eran principalmente clubes de fútbol. En consecuencia, la Asociación Danesa de Tenis en Césped era una subdivisión de la Asociación Danesa de Fútbol. Cuando, en 1917, se informaron los detalles de una visita a la casa de Rovsing por un joven jugador de tenis a la Junta Directiva de su club de tenis y fútbol, Rovsing se enfrentó con el respeto de la clase trabajadora del fútbol organizado. Argumentó que nunca había cometido un acto criminal, pero fue excluido de todos los clubes y torneos bajo la Asociación Danesa de Fútbol. La exclusión fue revocada en 1921. Esto causó oposición por parte de la Asociación de Fútbol de Copenhague y, en 1924, Rovsing fue nuevamente excluido de participar en torneos en Dinamarca. Sus "opiniones y su conducta" le impedían "participar en torneos con acceso relacionado a las duchas y vestuarios de jóvenes jugadores". En 1927, Rovsing financió y preparó un torneo separado. La mayoría de los jugadores de tenis prominentes aceptaron participar. Sin embargo, la Asociación de Tenis en Césped declaró que Rovsing no podía participar. Entonces demandó a la Asociación Danesa de Fútbol. El resultado era previsible. El Tribunal Superior mantuvo la exclusión de los torneos como justificada por la conducta sexual de Rovsing y por el deber de la Asociación Danesa de Fútbol de proteger a sus jóvenes miembros.

## Carrera
Leif Rovsing se convirtió en miembro del KB a la temprana edad de trece años en 1900 y ganó cinco campeonatos daneses en dobles masculinos durante el período de 1907 a 1916: en 1907, 1908 y 1913 al aire libre con Hans Wedege (KB) como compañero, así como en 1916 en pista cubierta con Erik Tegner (B.93) y al aire libre con Aage Madsen (B.93).
Participó por primera y única vez en Wimbledon en 1910, donde en individuales perdió su primer partido en 5 sets contra L.E. Milburn de Inglaterra, y en dobles masculinos, junto con Poul Groes-Petersen (B.93), perdió en la primera ronda contra la pareja india Athar-Ali Fyzee y Ali Hassan Fyzee, también en 5 sets.
Participó en los Juegos Olímpicos de 1912 en Estocolmo. En individuales fue eliminado en su primer partido por el sueco Charles Wennergren con los resultados 4-6, 9-7, 6-8, 6-1, 6-1. En dobles masculinos, junto con su compañero Victor Hansen (B.93), fue eliminado en el primer partido por la pareja rusa Aleksandr Alejnicyn y Mikhail Sumarokow-Elston con los resultados 2-6, 6-3, 7-5, 6-3.
Durante algunos años alrededor de la Primera Guerra Mundial se celebraron campeonatos mundiales de tenis en pista cubierta. En el primero, en 1913 en Estocolmo, Rovsing participó sin gran éxito, pero en el último campeonato mundial en Barcelona en 1923, junto con Erik Tegner (B.93), llegó a la final de dobles masculinos, que perdieron en 3 sets contra Henri Cochet y Jean Couitéas de Francia. También logró convertirse en campeón internacional de individuales masculinos de Suecia y Noruega.

## Exclusión del tenis danés debido a la homosexualidad
En 1917, Rovsing fue excluido de todos los torneos de tenis bajo la Dansk Boldspil-Union debido a su presunta homosexualidad, después de que la junta directiva de B.93 informara a la DBU que un jugador de tenis de dieciocho años del club lo había visitado en su casa el año anterior. Antes de la exclusión, Rovsing fue llamado a una reunión de la DBU, donde no solo reconoció haber tenido momentos íntimos con jóvenes, sino que también defendió las virtudes del amor homosexual: «La homosexualidad es hermosa y pura, higiénica y estética». Concluyó con una observación crítica: «La DBU podría apartarlo del mundo del tenis, pero no eliminaría la homosexualidad de la DBU».
En una de sus muchas cartas a la Dansk Boldspil-Union en 1918, Rovsing escribió: «La vida no tiene valor para mí sin tenis». En otra carta escribió: «Comparto el destino de Georg Brandes, Herman Bang, General Moltke, etc., quienes fueron expulsados de su patria, pero que en el extranjero vieron saciada su sed de ambición. (...) Seguramente llegará un día en que la D.B.U. también se dará cuenta de que el comportamiento simple se castiga».
El 6 de julio de 1921, la DBU informó a Rovsing que la exclusión había sido levantada y que podía volver a jugar en cualquier club que lo aceptara como miembro y participar nuevamente en partidos de torneos. Posteriormente, Rovsing fue seleccionado por la recién formada Federación Danesa de Lawn-Tennis y participó en el Campeonato Mundial a principios de febrero de 1923 en Barcelona.
B.93 protestó: «La moral del Sr. Rovsing es de tal naturaleza que está en abierta contradicción con los objetivos que es tarea de todo deporte saludable perseguir, a saber, la salud física y mental». La junta directiva de la Københavns Boldspil-Union tampoco pudo aceptar la selección, y en la asamblea general de la KBU el 26 de febrero de 1923 se estableció una comisión para “Nueva investigación del caso Rovsing”; el resultado del trabajo de la comisión fue presentado el 16 de noviembre de ese mismo año. Después de esto, Rovsing fue suspendido hasta que la DBU pudiera tomar una decisión sobre la exclusión en la reunión de la junta directiva del 17 de mayo de 1924. El 3 de agosto de 1925, la DBU amplió la exclusión de 1924, de modo que Rovsing aún no podía participar en torneos organizados por la DBU o la Federación Danesa de Lawn-Tennis y los clubes afiliados, pero la DBU no tenía objeción a que jugara contra miembros daneses en el extranjero, siempre que los organizadores lo permitieran.
En marzo de 1924, Rovsing amenazó por primera vez con suicidarse: «Si me excluyen nuevamente, ¡me quitaré la vida! La muerte es mucho preferible a ser considerado nuevamente un delincuente sexual con el que nadie se atreve a mostrarse en compañía – no quiero revivir años como aquellos en los que fui excluido, donde mi mente solo pensaba en una cosa, la injusticia de la exclusión ... Pero si tengo que vivir nuevamente meses, años, como he comenzado hoy, con mi mente enfocada únicamente en mi impotencia ante la injusticia que se me hace, vista desde mi perspectiva – entonces me volveré loco – y entonces la muerte es preferible».
En 1927, Rovsing, junto con el Kløvermarkens Tennis Klub, preparó un torneo autofinanciado. La mayoría de los jugadores de tenis prominentes acordaron participar, pero la Federación Danesa de Lawn-Tennis prohibió a Rovsing participar. Esto llevó al club a demandar a la DBU. El Kløvermarkens Tennis Klub quería tener a Rovsing como miembro, ya que no había hecho nada ilegal en la cancha de tenis, y la homosexualidad no era contraria a la legislación danesa. La DBU se defendió con la lógica de que personas con las opiniones y conductas de Rovsing no deberían tener acceso a los vestuarios y duchas de los jugadores. El 12 de octubre de 1928, el Tribunal Superior del Este dictaminó en el caso: «Para proteger a los jóvenes miembros» de los clubes, la exclusión fue confirmada.
Los pensamientos de suicidio continuaban rondando su mente, y escribió con una caligrafía temblorosa e incoherente súplicas a la KBU, DBU, DLTF y KB. En su desesperación y para volver al deporte que amaba, Rovsing renunció por completo a su homosexualidad en una carta a la DBU: «En el futuro, con gusto diré que la homosexualidad es punible y una enfermedad terrible».

## Club de tenis danés

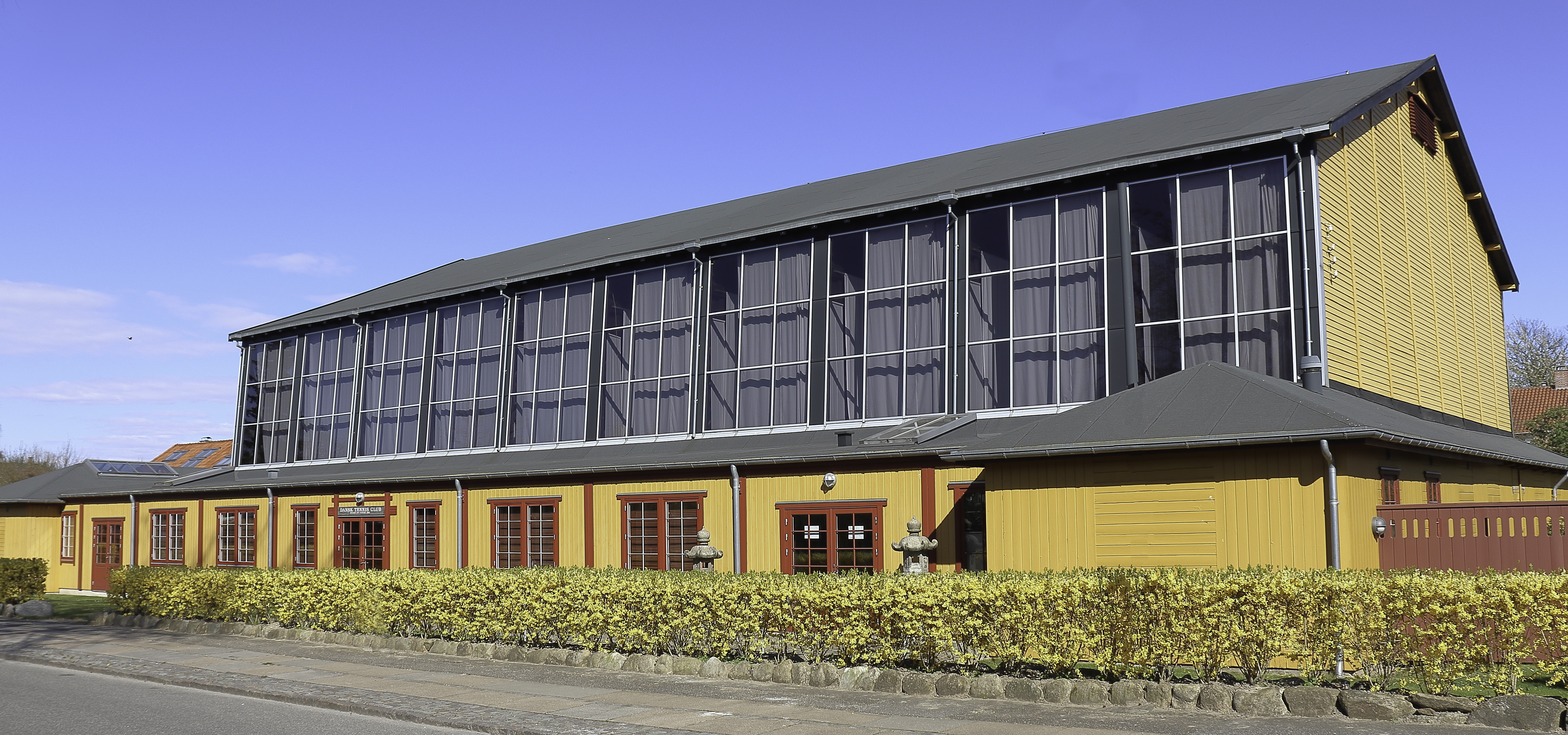
Club de tenis danés, en Rygaards Allé 75, Hellerup

Durante mucho tiempo, Rovsing no pudo jugar en los clubes de Copenhague. Para seguir jugando al tenis, estableció su propia competición en 1919 y construyó y financió en 1921 su propia sala de tenis en Rygårds Allé 75, en Studiebyen de Hellerup. Esta sala lleva el nombre oficial de Dansk Tennis Club y fue decorada con adornos egipcios y balineses. Rovsing viajó por Extremo Oriente y vivió durante mucho tiempo en Bali, donde residió en la casa que construyó junto a la sala de tenis. Tanto la sala de tenis como el Club Danes de Tenis siguen existiendo hoy en día y son propiedad y están gestionados por el Fundación Danesa de Tenis. El arquitecto de la sala fue Henry Madsen. La inauguración oficial tuvo lugar con un partido de exhibición entre Henning Larsen y Leif Rovsing el 8 de octubre de 1922. En 1925, Rovsing estimó que su complejo de tenis le había costado aproximadamente 350.000 coronas.

## Legado
Rovsing fue un activo participante en el debate social sobre la homosexualidad. Su obra va más allá del erotismo al criticar el esnobismo y el racismo de la era colonial, al tiempo que rinde homenaje a la naturaleza y la cultura que él consideraba el paraíso en la tierra. Al igual que otros europeos y australianos adinerados, Rovsing encontró en Bali un oasis homoerótico, un lugar casi al margen de las leyes y el orden del país.
En los años cincuenta, Rovsing regresó a su país natal y se involucró activamente en el debate social sobre la homosexualidad, contribuyendo con artículos en la revista gay "Vennen". A su muerte en 1977, Rovsing legó todo su patrimonio a su gran amor: la Fundación Danesa de Tenis, que hasta hoy continúa otorgando subvenciones para diversos fines.